# My Effortless Brilliance
My Effortless Brilliance é um filme independente parte do movimento mumblecore de comédia e humor negro de 2008 dirigido por Lynn Shelton e estrelado por Basil Harris, Sean Nelson, Jeanette Maus e Calvin Reeder, que roteirizaram o filme juntos. Essa obra foi filmada pelo diretor de fotografia Benjamin Kasulke.
O filme foi exibido em festivais de cinema como o South by Southwest e o Maryland Film Festival, e também foi lançado em DVD pela IFC Films em novembro de 2009.

## Elenco
- Jeanette Maus como Jayme
- Calvin Lee Reeder como Jim
- Basil Harris como Dylan
- Sean Nelson como Eric Lambert Jones